# Eric Johnson
Eric Johnson (Austin, 17 agosto 1954) è un chitarrista, cantante, compositore e polistrumentista statunitense.

## Biografia
Il talento di Johnson iniziò a svilupparsi in età precoce. Nato in una famiglia incline alla musica, lui e le sue tre sorelle studiarono pianoforte, suo fratello formò una propria band; suo padre era un cantante appassionato. All'età di 11 anni, Johnson prese la chitarra e progredì rapidamente attraverso la musica delle sue influenze: Eric Clapton, Chet Atkins, Cream, Jimi Hendrix, Wes Montgomery, Jerry Reed, Bob Dylan, Django Reinhardt, e altri. La sua prima esperienza professionale fu come membro della band psychedelic rock Mariani ad appena 15 anni di età. Nel 1968, Johnson registrò una demo con il gruppo, che vide una vendita molto limitata; anni dopo la registrazione divenne un prezioso oggetto da collezione.
Dopo il diploma alla Holy Cross High School, Johnson frequentò brevemente l'University of Texas presso Austin e viaggiò con la sua famiglia in Africa. Infine ritornò ad Austin, e nel 1974 aderì alla band fusion The Electromagnets. La band fece un tour regionale, ma non riuscì ad attrarre l'attenzione delle maggiori case di registrazione e si sciolse nel 1977. Comunque, il virtuosismo di Johnson attirò un piccolo seguito di culto del gruppo all'inizio delle registrazioni, e due decenni dopo i loro due album furono stampati in grande numero su compact disc.

## Carriera

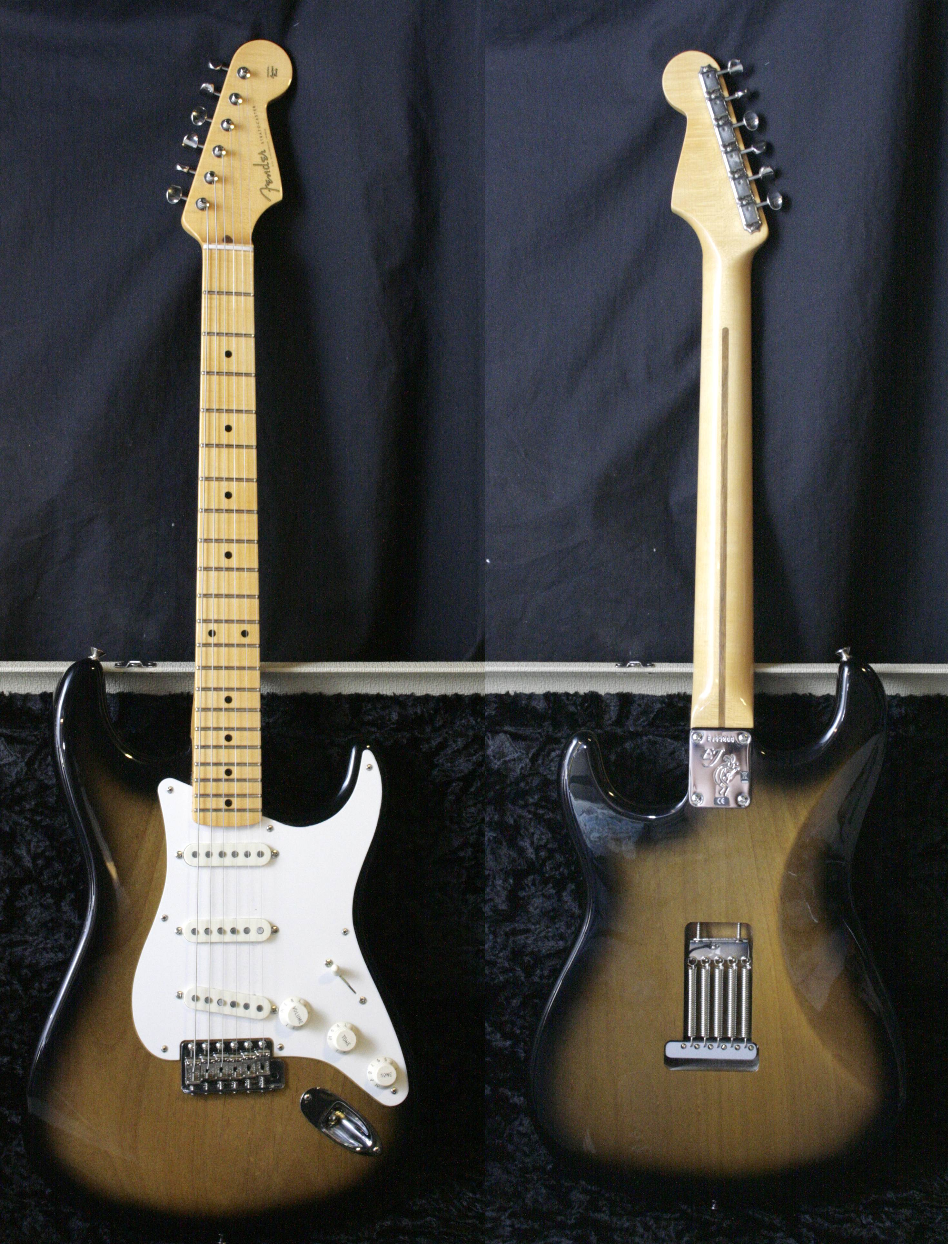
Le Fender di Eric Johnson

In seguito alla fine degli Electromagnets, Johnson formò un trio per il tour, The Eric Johnson Group, con il batterista Bill Maddox e il bassista Kyle Brock. Suonarono per rispettabili spettatori della scena musicale di Austin, e nel 1978 registrò il primo album in studio Seven Worlds. Sebbene in esso appaiano le notevoli capacità tecniche di Johnson, un insieme di dispute contrattuali, controversie finanziarie e cattiva conduzione influenzò l'uscita dell'album — e la carriera di Johnson — per diversi anni. Senza cambiamenti, Seven Worlds venne pubblicato vent'anni dopo (nel 1998) dall'Ark21 Records, dopo che Johnson garantì i diritti alla casa discografica.
Incapace di riuscire ad ottenere un nuovo contratto, Johnson, tuttavia, continuò a costruire la sua reputazione professionale lavorando come chitarrista, apparendo così nelle registrazioni di Cat Stevens, Carole King, Christopher Cross e altri.
Nel 1996 e nel 2000 ha partecipato ai tour del G3 assieme a Joe Satriani e Steve Vai.
Il suo celebre pezzo Cliffs of Dover è presente nel videogame Guitar Hero III.

## Discografia

### Solista
- 1978 - Seven Worlds
- 1986 - Tones
- 1990 - Ah Via Musicom
- 1996 - Venus Isle
- 2002 - Souvenir
- 2005 - Bloom
- 2005 - Live from Austin, TX
- 2010 - Up Close
- 2016 - EJ
- 2017 - Collage

### Collaborazioni
- 2009 - Mike Stern - Big Neighborhood
- 2014 - Mike Stern - Eclectic